# Pygmodeon ditelum
Pygmodeon ditelum là một loài bọ cánh cứng trong họ Cerambycidae.